# بلدية بوفي
بوفي هي كومونا من حوالي 4200 نسمة في مقاطعة فروزينوني في منطقة لاتسيو الإيطالية ، وتقع على بعد حوالي 80 كيلومتر (50 ميل) جنوب شرق روما وحوالي 9 كيلومتر (6 ميل) جنوب شرق فروزينوني .
تقع مدينة بوفي على حدود البلديات التالية: أرنارا وكاسترو دي فولشي وكيكانو وسيبرانو وهي تقع على بركان خامد ، بالقرب من وادي نهر ساكو . تشمل المعالم كنيسة سانت أنتونينو مارتير (القرن الحادي عشر).